# Primeira Liga 2014-15
La temporada 2014-15 de la Primeira Liga fue la 81.ª temporada de la Primeira Liga, la liga de fútbol de primer nivel en Portugal. Comenzó en agosto de 2014, y fue programada para concluir en mayo de 2015. Benfica es el defensor del título, y Moreirense vuelve tras el ascenso desde la Segunda Liga. La liga se amplió a 18 equipos, después de la regla de la Corte para anular el descenso del Boavista de la Primeira Liga en la temporada 2008-09. El torneo es organizado por la Liga Portuguesa de Fútbol Profesional (LPFP), una división de la Federación Portuguesa de Fútbol (FPF).

## Equipos participantes
| Pos. | Descendidos de 1.ª División |
| ---- | --------------------------- |
| 16.º | SC Olhanense                |

| Pos.    | Ascendidos de 2.ª División |
| ------- | -------------------------- |
| 1.º     | Moreirense                 |
| 2.°     | FC Porto B *               |
| 3.º     | Penafiel                   |
| Regreso | Boavista                   |

Solamente desciende el SC Olhanense debido a que en el play-off por el descenso, Paços de Ferreira
(15º en la Primeira Liga 2013/14) superó al CD Aves (4º en la Segunda Liga 2013/14) por 0-0/3-1.
- Asciende el Penafiel (3º clasificado de la Segunda Liga 2013/14) ya que el FC Porto B (2º clasificado) no puede ascender al ser un equipo filial.

| Equipo               | Ciudad             | Estadio                                               | Capacidad | Entrenador       |
| -------------------- | ------------------ | ----------------------------------------------------- | --------- | ---------------- |
| Académica            | Coímbra            | Estádio Cidade de Coimbra                             | 30.210    | Paulo Sérgio     |
| Arouca               | Arouca             | Estádio Municipal de Arouca                           | 5.000     | Pedro Emanuel    |
| Benfica              | Lisboa             | Estádio da Luz                                        | 65.647    | Jorge Jesus      |
| Boavista             | Oporto             | Estádio do Bessa                                      | 30.000    | Petit            |
| Braga                | Braga              | Estádio Municipal de Braga                            | 30.154    | Sérgio Conceição |
| Estoril              | Estoril            | Estádio António Coimbra da Mota                       | 5.015     | Hugo Leal        |
| Gil Vicente          | Barcelos           | Estádio Cidade de Barcelos                            | 12.504    | José Mota        |
| Marítimo             | Funchal            | Estádio dos Barreiros                                 | 9.177     | Ivo Vieira       |
| Moreirense           | Moreira de Cónegos | Parque de Jogos Comendador Joaquim de Almeida Freitas | 6.100     | Miguel Leal      |
| Nacional             | Funchal            | Estádio da Madeira                                    | 5.142     | Manuel Machado   |
| Porto                | Oporto             | Estádio do Dragão                                     | 52.002    | Julen Lopetegui  |
| Os Belenenses        | Lisboa             | Estádio do Restelo                                    | 32.500    | Jorge Simão      |
| Paços de Ferreira    | Paços de Ferreira  | Estádio Capital do Móvel                              | 5.255     | Paulo Fonseca    |
| Penafiel             | Penafiel           | Estádio Municipal 25 de Abril                         | 5.087     | Carlos Brito     |
| Rio Ave              | Vila do Conde      | Estádio do Rio Ave                                    | 12.820    | Pedro Martins    |
| Sporting             | Lisboa             | Estádio José Alvalade                                 | 52.466    | Marco Silva      |
| Vitória de Guimarães | Guimarães          | Estádio D. Afonso Henriques                           | 30.146    | Rui Vitória      |
| Vitória de Setúbal   | Setúbal            | Estádio do Bonfim                                     | 18.694    | Bruno Ribeiro    |

## Clasificación
Actualizado el 11 de junio de 2015
|                        |    | Equipo               | PJ | PG | PE | PP | GF | GC | DG  | PTS |
| ---------------------- | -- | -------------------- | -- | -- | -- | -- | -- | -- | --- | --- |
|                        | 1  | Benfica (C)          | 34 | 27 | 4  | 3  | 86 | 16 | +70 | 85  |
|                        | 2  | Porto                | 34 | 25 | 7  | 2  | 74 | 13 | +61 | 82  |
|                        | 3  | Sporting de Portugal | 34 | 22 | 10 | 2  | 67 | 29 | +38 | 76  |
|                        | 4  | Sporting Braga       | 34 | 17 | 7  | 10 | 55 | 28 | +27 | 58  |
|                        | 5  | Vitória Guimarães    | 34 | 15 | 10 | 9  | 50 | 35 | +15 | 55  |
|                        | 6  | Os Belenenses        | 34 | 12 | 12 | 10 | 34 | 35 | -1  | 48  |
|                        | 7  | Nacional             | 34 | 13 | 8  | 13 | 45 | 46 | -1  | 47  |
|                        | 8  | Paços de Ferreira    | 34 | 12 | 11 | 11 | 40 | 45 | -5  | 47  |
|                        | 9  | Marítimo             | 34 | 12 | 8  | 14 | 46 | 45 | +1  | 44  |
|                        | 10 | Rio Ave              | 34 | 10 | 13 | 11 | 38 | 42 | -4  | 43  |
|                        | 11 | Moreirense           | 34 | 11 | 10 | 13 | 33 | 42 | -9  | 43  |
|                        | 12 | Estoril Praia        | 34 | 9  | 13 | 12 | 38 | 56 | -18 | 40  |
|                        | 13 | Boavista             | 34 | 9  | 7  | 18 | 27 | 50 | -23 | 34  |
|                        | 14 | Vitória Setúbal      | 34 | 7  | 8  | 19 | 24 | 56 | -32 | 29  |
|                        | 15 | Académica de Coimbra | 34 | 4  | 17 | 13 | 26 | 46 | -20 | 29  |
|                        | 16 | Arouca               | 34 | 7  | 7  | 20 | 26 | 50 | -24 | 28  |
| En puestos de descenso | 17 | Gil Vicente (D)      | 34 | 4  | 11 | 19 | 25 | 60 | -35 | 23  |
| En puestos de descenso | 18 | Penafiel (D)         | 34 | 5  | 7  | 22 | 29 | 69 | -40 | 22  |

|  | Clasificado para la Fase de grupos de la UEFA Champions League 2015-16.                                         |
|  | Clasificado para la Cuarta ronda previa (play-off) de la UEFA Champions League 2015-16.                         |
|  | Clasificado para la Fase de grupos de la UEFA Europa League 2015-16.                                            |
|  | Clasificado para la Cuarta ronda previa (play-off) de la UEFA Europa League 2015-16.                            |
|  | Clasificado para la Tercera ronda previa de la UEFA Europa League 2015-16 por haber ganado la Copa de Portugal. |
|  | Descenso a la Segunda Liga.                                                                                     |

## Campeón
|                                  |
| Campeón S. L. Benfica 34° título |

## Máximos goleadores
| Jugador          | Equipo               | Goles | P.J. |
| ---------------- | -------------------- | ----- | ---- |
| Jackson Martínez | Porto                | 21    | 29   |
| Jonas Oliveira   | Benfica              | 20    | 28   |
| Rodrigo Lima     | Benfica              | 19    | 26   |
| Marco Matías     | Nacional             | 17    | 27   |
| Ahmed Hassan     | Rio Ave              | 12    | 22   |
| Freddy Montero   | Sporting de Portugal | 11    | 24   |
| André André      | Vitória Guimarães    | 11    | 26   |
| Islam Slimani    | Sporting de Portugal | 11    | 23   |
| Bruno Moreira    | Paços de Ferreira    | 10    | 26   |
| Moussa Maazou    | Marítimo             | 9     | 24   |
| Anderson Talisca | Benfica              | 9     | 23   |
| Eduardo Salvio   | Benfica              | 9     | 26   |

## Máximos asistentes
| Jugador        | Equipo               | Asistencias | P.J. |
| -------------- | -------------------- | ----------- | ---- |
| André Carrillo | Porto                | 15          | 23   |
| Nicolas Gaitán | Benfica              | 15          | 27   |
| Tomané         | Benfica              | 11          | 22   |
| Tozé           | Sporting de Portugal | 10          | 22   |
| Ukra           | Moreirense           | 10          | 27   |